# Bartl Lőrinc
Dr. Bartl Lőrinc (Dorog, 1909. április 27. – Esztergom, 1983. január 16.) rektor, professzor.

## Tanulmányai, munkássága
Tanulmányait Bécsben a Pázmáneumban (1929-1934) és Rómában a Biblikus Intézetben a (1934-1937) végezte. 1938-1939-ben a dorogi Szent József Plébániatemplomban káplán. 1939-1941 között leánygimnáziumi hittanár és tanítóképző prefektus, 1945-ig szemináriumi gondnok. 1969-1975 között az esztergomi Hittudományi Főiskola rektora, majd az esztergomi bazilika igazgatója. 1945-1980 között a főiskola biblikus professzora. 1980-ban vonult nyugdíjba.